# کریستوفر میسیانو
کریستوفر میسیانو (انگلیسی: Christopher Misiano؛ زادهٔ ۱ ژانویهٔ ۱۹۵۰) کارگردان و تهیه‌کننده اهل ایالات متحده آمریکا است.
وی همچنین برندهٔ جوایزی همچون جوایز امی ساعات پربیننده و جایزه انجمن کارگردانان آمریکا شده‌است.